# Self Machine
Self Machine è un singolo del gruppo musicale britannico I Blame Coco, pubblicato l'11 luglio 2010 come secondo estratto dall'album The Constant.

## Descrizione
Il singolo è stato pubblicato in versione digitale l'11 luglio 2010, mentre una versione su supporto è stata pubblicata il giorno seguente. Il singolo è stato remixato sia da Sub Focus che da La Roux ed è entrato a far parte della playlist di BBC Radio 1 nel giugno 2010.

## Tracce
Download digitale
1. Self Machine - 3:54
2. Self Machine (Sub Focus Remix) - 4:09

Remix
1. Self Machine (La Roux Remix) - 4:16
2. Self Machine (Chew Fu Remix) - 6:26
3. Self Machine (Pangea Remix) - 4:23
4. Self Machine (Jackwob Remix) - 5:03

12
1. Self Machine - 3:54
2. Self Machine (Sub Focus Remix) - 4:09
3. Stunned - 3:36
4. Self Machine (La Roux Remix)

## Classifiche
| Classifica (2010) | Posizione più alta |
| ----------------- | ------------------ |
| Belgio (Fiandre)  | 3                  |
| Belgio (Vallonia) | 43                 |
| Regno Unito       | 64                 |